# Francisco Buzón Llanes
Francisco Buzón Llanes (n. 1888) va ser un guàrdia civil i militar espanyol.

## Biografia
Va néixer a Còrdova, l'1 de juny de 1888. Va ingressar en el cos de la Guàrdia Civil, on va realitzar la seva carrera. En 1936 ostentava el rang de comandant de la Guàrdia Civil, mantenint-se fidel a la República després de l'esclat de la Guerra civil. Va ser enviat a la franja nord, on va exercir el càrrec de cap de la 2a secció de l'Estat Major de l'Exèrcit del Nord. També va manar breument la 56a Divisió —antiga 7a Divisió asturiana. Arribaria aconseguir el rang de tinent coronel. Després de l'enfonsament del front Nord va tornar a la zona centre, on va redactar un famós informe sobre les causes i circumstàncies de la caiguda del Nord.
Després del final de la contesa va marxar a l'exili a França, traslladant-se posteriorment a Mèxic.